# Павел и Гавел
«Павел и Гавел» (пол. Paweł i Gaweł) — польский чёрно-белый художественный фильм, комедия 1938 года.

## Сюжет
Фильм рассказывает о приключениях двух соседей — продавца колониальных товаров Гавела и изобретателя Павла. Приехав в Варшаву, Павел влюбляется в Виолетту, которая притворяется скромной девочкой, но ей уже 19 лет, и изображать 13-летнюю несколько поднадоело. Когда никто из посторонних не видит, она облачается в пеньюар, пьёт алкоголь и курит...

## В ролях
- Адольф Дымша — Гавел Павлицкий, коммерсант.
- Евгениуш Бодо — Павел Гавлицкий, изобретатель.
- Тадеуш Фиевский — Стефек, работник Павла.
- Хелена Гроссувна — Виолетта Бэллями, скрипачка.
- Юзеф Орвид — Хуберт, импресарио скрипачки.
- Людвик Семполинский — жиголо.
- Ирена Скверчиньская — цыганка.
- Роман Дерень — редактор.
- Михал Халич — цыган.